# The Ukulele Orchestra of Great Britain
The Ukulele Orchestra of Great Britain (in inglese L'Orchestra di Ukulele della Gran Bretagna), anche conosciuta con la sigla UOGB, è un ensemble musicale di ukulele in differenti registri, dall'ukulele soprano all'ukulele basso, fondato nel 1985, che esegue prevalentemente cover di vari generi musicali, dalla musica classica al pop in versione acustica e talvolta in chiave parodistica.

## Storia
The Ukulele Orchestra of Great Britain è stata fondata nel 1985 da George Hinchliffe e Kitty Lux. L'orchestra ha suonato in vari festival in tutto il mondo, compresi il Royal Festival Hall, il Glastonbury Festival e il Carnegie Hall. The Ukulele Orchestra of Great Britain è inoltre apparsa in televisione in Gran Bretagna e altrove.
L'orchestra è stata incaricata di comporre e registrare brani musicali per The South Bank Show ed è apparsa in Tomorrow's World, Blue Peter, The Slammer, Richard & Judy, This Morning, Hootenanny, Skins e altri spettacoli e serie televisive della televisione britannica.
L'orchestra ha effettuato tournée in Canada, Giappone, Stati Uniti, Nuova Zelanda e svariati paesi in Europa. La stampa ha espresso elogi per le loro performance dal vivo.
Nel 2008 il gruppo si esibisce con la composizione di George Hinchliffe Dreamspiel al Grimeborn Festival all'Arcola Theatre di Londra. L'orchestra si esibisce per il cinquantesimo anniversario del VE Day all'Hyde Park di Londra con Cliff Richard e Vera Lynn, davanti a un pubblico di 170.000 persone.
Il 18 agosto 2009 The Ukulele Orchestra of Great Britain si esibisce ai The Proms alla Royal Albert Hall. Il concerto viene trasmesso da BBC Radio 3 e riceve molte critiche entusiaste. Il concerto rappresenta un record mondiale per il più grande numero di ukulele suonati contemporaneamente: almeno 992 musicisti partecipano alla versione dell'Inno alla gioia di Beethoven.
The Ukulele Orchestra of Great Britain ha suonato per la prima volta dal vivo in Italia il 21 giugno 2014, all'interno della manifestazione Caldogno Ukulele Meeting 2014, a Caldogno, in provincia di Vicenza.
Nel 2015 la fondatrice Kitty Lux si ritira dalle esibizioni dal vivo a causa di una grave malattia che la porta al decesso nel 2017.

## Generi musicali
Un tipico concerto della UOGB comprende brani musicali di ogni genere, come ad esempio: Wuthering Heights riarrangiato come brano swing, la Danza della fata dei confetti da Lo schiaccianoci di Tchaikovsky, Anarchy in the U.K. e il tema di Shaft il detective. L'orchestra inoltre ha composto ed eseguito molti dei suoi pezzi, così come ha arrangiato svariati medley composti da più brani, ad esempio Life on Mars? di David Bowie in medley con My Way, For Once in My Life, Substitute e altro.
Il gruppo ha sempre preferito evitare di eseguire le musiche composte da George Formby, il più celebre esecutore di ukulele britannico; comunque negli ultimi anni, l'UOGB ha inserito il brano Leaning on a Lamppost eseguito in stile cosacco nel suo repertorio.

## Formazione
Durante la sua lunga vita l'orchestra ha subito molte variazioni. Attualmente ha una composizione variabile tra i 9 e i 10 ukulele di varia tonalità. I membri indossano il classico completo da orchestra, gli uomini in smoking e le donne in abito da sera nero.

### Formazione attuale
- Jonty Bankes - ukulele (1992-presente)
- Peter Brooke Turner - ukulele (1994-presente)
- Hester Goodman - ukulele (1990-presente)
- Will Grove-White - ukulele (1991-presente)
- George Hinchliffe - ukulele (1985-presente)
- Leisa Rea - ukulele (2003-presente)
- Ben Rouse - ukulele (2011-presente)
- Dave Suich - ukulele (1985-presente)
- Richie Williams - ukulele basso (1985-presente)
- Ewan Wardrop - ukulele (?-presente)

### Membri del passato
- Dave Bowie - basso acustico, basso elettrico, contrabbasso (1985-?)
- Kitty Lux - ukulele (1985-2017)

## Discografia

### Album di studio
- 1988 - The Ukulele Variations
- 1990 - Hearts of Oak
- 1994 - A Fist Full of Ukuleles
- 1998 - Pluck
- 2000 - Never Mind The Reindeer
- 2000 - Songs for Plucking Lovers
- 2000 - Anarchy in the Ukulele
- 2003 - The Secret of Life
- 2007 - Precious Little
- 2008 - Christmas with The Ukulele Orchestra of Great Britain
- 2010 - Pluck
- 2015 - (Ever Such) Pretty Girls
- 2016 - The Originals
- 2017 - By Request: Songs from the Set List
- 2019 - The Only Album By The Ukulele Orchestra That You'll Ever Need Volume Three (come George Hinchliffe's Ukulele Orchestra Of Great Britain)

### Album dal vivo
- 2008 - Live in London #1
- 2009 - Live in London #2
- 2011 - Still Live
- 2013 - Uke-Werk - Live in Germany

### Raccolte
- 2011 - Top Notch

### Singoli
- 2005 - Miss Dy-na-mi-tee
- 2013 - Bang Bang (remix di Ibiza Air)

### Video
- 2005 - Anarchy in the Ukulele
- 2006 - 4 Strings & the Truth - A documentary on The Ukulele Orchestra of Great Britain before they made it big
- 2009 - Prom Night: Live at the Royal Albert Hall BBC Proms
- 2012 - Live at the Sydney Opera House
- 2012 - The Ukes Down Under - A documentary on The Ukulele Orchestra of Great Britain's first tour of Australia
- 2013 - The Ukes in America